# Eulithis fasciata
Eulithis fasciata là một loài bướm đêm trong họ Geometridae.